# Janusz Symonides
Janusz Ignacy Symonides (ur. 5 marca 1938 w Brześciu nad Bugiem, zm. 23 kwietnia 2020 w Warszawie) – polski prawnik, profesor, dyplomata i wykładowca uniwersytecki specjalizujący się w prawie międzynarodowym ze szczególnym uwzględnieniem prawa morza, praw człowieka, organizacji międzynarodowych.

## Życiorys

### Młodość i wykształcenie
W 1940 rodzina Symonidesów przeniosła się do Generalnego Gubernatorstwa – wpierw do Przedborza, a potem do Radomia. Edukację szkolną rozpoczął od II klasy w wieku 6 lat. W 1954 ukończył szkołę średnią w Toruniu z wyróżnieniem pozwalającym studiować na dowolnym kierunku studiów.
W 1959 ukończył studia na Wydziale Dyplomatyczno-Konsularnym Szkoły Głównej Służby Zagranicznej w Warszawie. Jako wyróżniający się student odbył praktykę wakacyjną w ambasadzie w Moskwie. Pracę magisterską Status Kanału Panamskiego napisał pod kierunkiem prof. Ludwika Gelberga i obronił 26 maja 1959. Mimo świetnych wyników, z uwagi na zastrzeżenia polityczne, nie dopuszczono go do egzaminu w Ministerstwie Spraw Zagranicznych. W tym też roku zdawał na Wydział Teorii i Krytyki Filmowej Łódzkiej Szkoły Filmowej.

### Praca zawodowa
W lipcu 1959 rozpoczął pracę w Departamencie Zagranicznym Narodowego Banku Polskiego. W grudniu 1959 został asystentem na nowo otwartym Wydziale Prawa Uniwersytetu Mikołaja Kopernika. 28 maja 1963 uzyskał tam doktorat z nauk prawnych na podstawie pracy Zagadnienie kontroli międzynarodowej napisanej pod kierunkiem Stanisława Nahlika. W tym samym roku odbył staż w Haskiej Akademii Prawa Międzynarodowego dzięki stypendium ufundowanemu przez Bohdana Winiarskiego. Odbył także staż na Uniwersytecie Londyńskim (1964–1965).
W wieku 29 lat, 9 stycznia 1968 habilitował się z prawa międzynarodowego na Uniwersytecie Adama Mickiewicza (rozprawa: Zasada efektywności w prawie międzynarodowym). Na Uniwersytecie Mikołaja Kopernika pełnił funkcje prorektora ds. nauczania, a następnie ds. ogólnych (1969–1973) i dyrektora Instytutu Nauk Prawno-Ustrojowych (1971–1973). W 1973 został profesorem nadzwyczajnym, a w 1980 profesorem zwyczajnym. W latach 1973–1980 był wicedyrektorem Polskiego Instytutu Spraw Międzynarodowych, w latach 1974–1987 wiceprzewodniczącym Polskiego Komitetu Bezpieczeństwa Europejskiego, a od 1976 redaktorem naczelnym Polish Yearbook of International Law. W 1980 objął funkcję dyrektora Polskiego Instytutu Spraw Międzynarodowych. W 1983 wraz z wicedyrektorem Wojciechem Multanem został czasowo pozbawiony paszportu za przygotowanie ekspertyz godzących w stosunki polsko-radzieckie. W 1987 przestał być dyrektorem PISM i wyjechał jako profesor wizytujący do Instytutu Wschód-Zachód w Nowym Jorku.
W latach 1989–2000 był dyrektorem Departamentu Praw Człowieka, Demokracji i Pokoju UNESCO w Paryżu. Po powrocie został wykładowcą ISM UW (którym był także w latach 1984–1987) oraz kierownikiem Zakładu Prawa Międzynarodowego i Wspólnotowego Instytutu Stosunków Międzynarodowych Uniwersytetu Mikołaja Kopernika. Pracę na UMK zakończył w 2010.
Wykładał gościnnie na wielu uczelniach. W latach 1998–2000 (na zaproszenie Viktora Ciorbei) wykładowca prawa międzynarodowego i prawa morza na rumuńskim uniwersytecie im. Vlada Ţepeşa. Od 1994 członek rzeczywisty Akademii Nauk Pedagogicznych i Społecznych w Moskwie. Wykładowca na Wydziale Nauk Humanistycznych w Społecznej Akademii Nauk. Symonides wypromował dziewiętnaścioro doktorów, m.in.: Tadeusz Jasudowicz, Piotr Łaski, Krzysztof Drzewicki.

### Działalność polityczna i społeczna
W latach 1958–1990 należał do Polskiej Zjednoczonej Partii Robotniczej. Od kwietnia 1968 do listopada 1969 pełnił funkcję I sekretarza Komitetu Uczelnianego PZPR na Uniwersytecie Mikołaja Kopernika. Od 1974 przewodniczył Rady Towarzystwa Przyjaźni z Narodami przy Ogólnopolskim Komitecie Frontu Jedności Narodu. Członek Rady Legislacyjnej IV i V kadencji (1984–1990).
Był jednym z przedstawicieli Polski podczas prac nad Konwencją o Prawie Morza z Montego Bay. Był członkiem Doradczego Komitetu Prawnego przy ministrze spraw zagranicznych, ekspert ludzkiego wymiaru OBWE oraz koncyliator konwencji z Montego Bay. Sędzia ad hoc Europejskiego Trybunału Praw Człowieka w kadencji 2018–2022.

### Życie prywatne
Ojciec Ignacy był inżynierem, zaś matka Natalia z domu Mierzejewska nauczycielką. Janusz Symonides miał czworo dzieci: Bartosza, Martę, Michała i Karolinę.
Janusz Symonides zmarł 23 kwietnia 2020. Spoczął 15 maja 2020 na warszawskim cmentarzu w Pyrach.

## Ordery, odznaczenia i wyróżnienia
- Złoty Krzyż Zasługi (1970)[3]
- Krzyż Oficerski Orderu Odrodzenia Polski (1977)[3]
- Krzyż Komandorski Orderu Odrodzenia Polski
- Medal 30-lecia Polski Ludowej (1974)[3][10]
- Medal 40-lecia Polski Ludowej[11]
- Medal Komisji Edukacji Narodowej (2007)[12]
- Odznaka Honorowa „Bene Merito” (2015)[13]
- Złoty Medal za Długoletnią Służbę[5]
- Nagroda Ministra Nauki, Szkolnictwa Wyższego i Techniki III st. (1968), II st. (1972), I st. (1977)[5]
- Nagroda Polskiego Instytutu Spraw Międzynarodowych I st. (1987)[5]
- Nagroda indywidualna Ministra Edukacji i Sportu (2005)[5]
- Nagroda Prof. Franciszka Ryszki (2008)[5]

## Ważniejsze publikacje
Był encyklopedystą; został wymieniony w gronie redaktorów liczącej 32 tomy Encyklopedii. Świat w przekroju wydanej w latach 1959–1991 . Symonides jest autorem ponad 590 publikacji naukowych, w tym 48 monografii, podręczników materiałów, dokumentów, monografii i zbiorów dokumentów z zakresu prawa morza, praw człowieka, teorii prawa międzynarodowego, terytorium, organizacji międzynarodowych uniwersalnych i europejskich, problemów bezpieczeństwa i rozbrojenia, problemów globalnych, m.in.
- Prawo międzynarodowe publiczne (wspólnie z Remigiuszem Bierzankiem), Warszawa 1985–2009 (8 wydań).
- Kontrola międzynarodowa, Toruń 1964.
- Terytorium państwa w świetle zasady efektywności, Toruń 1961.
- The New Law of the Sea, Warszawa 1988.
- The Struggle against Discrimination, Paryż 1996.
- Human Rights: New Dimensions and Challenges, Aldershot-Burlinghton-Singapur-Sydney 2000.
- Human Rights of Women; A Collection of International and Regional Normative Instruments (wspólnie z Władimirem Wołodinem), Paryż 1999.
- Access to Human Rights Documentation (wspólnie z V. Volodinem), Paryż 1994.
- UNESCO and Human Rights (wspólnie z Władimirem Wołodinem), Paryż 1999 (2 wydania).
- A Guide to Human Rights: Institutions, Standarts, Procedures (wspólnie z Władimirem Wołodinem), Paryż 2001.